# Acronia decimaculata
Acronia decimaculata là một loài bọ cánh cứng trong họ Cerambycidae.